# Lamberto Dini
Lamberto Dini (Florença, 1 de março de 1931) é um economista e político italiano. Foi o diretor geral do Banco da Itália de 1979 até 1994, ministro do tesouro italiano de 1994 até 1996, 51° primeiro-ministro entre 17 de janeiro de 1995 até 17 de maio de 1996 e Ministro das Relações Exteriores da Itália de 1996 até 2001.

## Início de vida e carreira
Depois de concluir os estudos de Economia na sua cidade natal, Florença, Dini trabalhou no Fundo Monetário Internacional em 1959, onde trabalhou até servir como Diretor Executivo para Itália, Grécia, Portugal e Malta entre 1976 e 1979. Mais tarde, em outubro de 1979, Dini foi trabalhar no Banco da Itália, onde foi um executivo até maio de 1994. Quando o Governador do Banco da Itália, Carlo Azeglio Ciampi, se tornou primeiro-ministro da Itália, grande parte da população acreditava que Lamberto Dini seria seu sucessor, porém, sob acusações de influência de Ciampi, que mais cedo entrara numa "rivalidade" com Dini, o escolhido para o cargo foi Antonio Fazio.
Dini voltou quando Silvio Berlusconi formou o Gabinete Berlusconi I em maio de 1994, no qual Dini foi Ministro do Tesouro. Devido a um conflito entre Berlusconi e o seu parceiro de coligação, Umberto Bossi, o líder da Liga Norte, o governo de Berlusconi colapsou em dezembro de 1994, após apenas sete meses no poder. Em janeiro de 1995, Dini foi nomeado primeiro-ministro pelo presidente Oscar Luigi Scalfaro.
Embora não fosse considerado um esquerdista, Dini recebeu o voto de confiança dos partidos de esquerda (além do Partido da Refundação Comunista) e da Liga Norte, enquanto os seus antigos parceiros no governo de direita optaram por se abster enquanto citando benevolência. Seu gabinete era tecnocrata.

## Honrarias
No ano 2000, durante uma visita diplomática ao Reino Unido, Dini foi condecorado com o título honorário de Cavaleiro Grã-Cruz da Ordem de São Miguel e São Jorge. Em abril de 2009, o governo japonês anunciou que o ex-primeiro ministro italiano seria condecorado com o cordão da Ordem do Sol Nascente. A honraria foi entregue a ele pelo imperador Akihito, junto do primeiro ministro Tarō Asō em uma cerimônia ocorrida em maio de 2009.